# Nassau
Nassau è la capitale e il centro commerciale e culturale delle Bahamas e con una popolazione di quasi 250 000 abitanti ne è anche la città più popolosa. Situata sull'isola di New Providence, Nassau possiede una baia attraente e un porto trafficato. Il clima tropicale e le bellezze naturali delle Bahamas hanno reso Nassau una popolare destinazione turistica.
Nassau venne fondata dai britannici a metà del XVII secolo come Charles Town, ma venne ribattezzata Nassau, in onore di Guglielmo III di Orange-Nassau nel 1695. Durante il XVIII secolo fu un popolare rifugio per i pirati dei Caraibi, soprattutto Barbanera. Nassau fu soggetta a numerosi tentativi di invasione da parte degli spagnoli durante la fine del XVIII secolo, e nel 1776 venne catturata e tenuta per breve tempo dai rivoluzionari americani finché non fu liberata.
L'Aeroporto Internazionale di Nassau, il principale aeroporto delle Bahamas, si trova a Nassau, ed ha collegamenti giornalieri con le principali città di Stati Uniti, Canada, Regno Unito e dei Caraibi.

## Geografia
Collocata sull'isola di New Providence, Nassau è un noto porto delle Americhe, contraddistinto da un paesaggio colorato e ricco di architetture di epoca coloniale. Il clima tropicale e la bellezza naturale delle Bahamas hanno fatto di Nassau una popolare meta turistica.
Nassau si è sviluppata direttamente alle spalle dell'area portuale. New Providence dispone di 200 km² di area relativamente pianeggiante. Al centro dell'isola vi sono dei piccoli laghi collegati tra loro.
La vicinanza agli Stati Uniti (290 km est-sudest da Miami, Florida) ha contribuito alla sua fama di meta turistica, specialmente dopo l'imposizione dell'embargo commerciale con Cuba imposto dagli Stati Uniti nel 1963. L'Atlantis Resort nella vicina Paradise Island è l'hotel più frequentato con oltre 6 000 impiegati il che ne fa il centro più importante di tutto lo stato.

### Clima
Secondo la classificazione climatica di Köppen, il clima di Nassau è di tipo tropicale della savana, caratterizzato da estati calde e umide e inverni miti e secchi. Le temperature restano relativamente costanti tutto l’anno.
Durante la stagione delle piogge, che va da maggio a ottobre, le temperature massime diurne si attestano tra i 30 e i 32 °C. Nella stagione secca, da novembre ad aprile, le temperature diurne variano tra i 25 e i 27 °C, con minime che raramente scendono sotto i 15 °C.

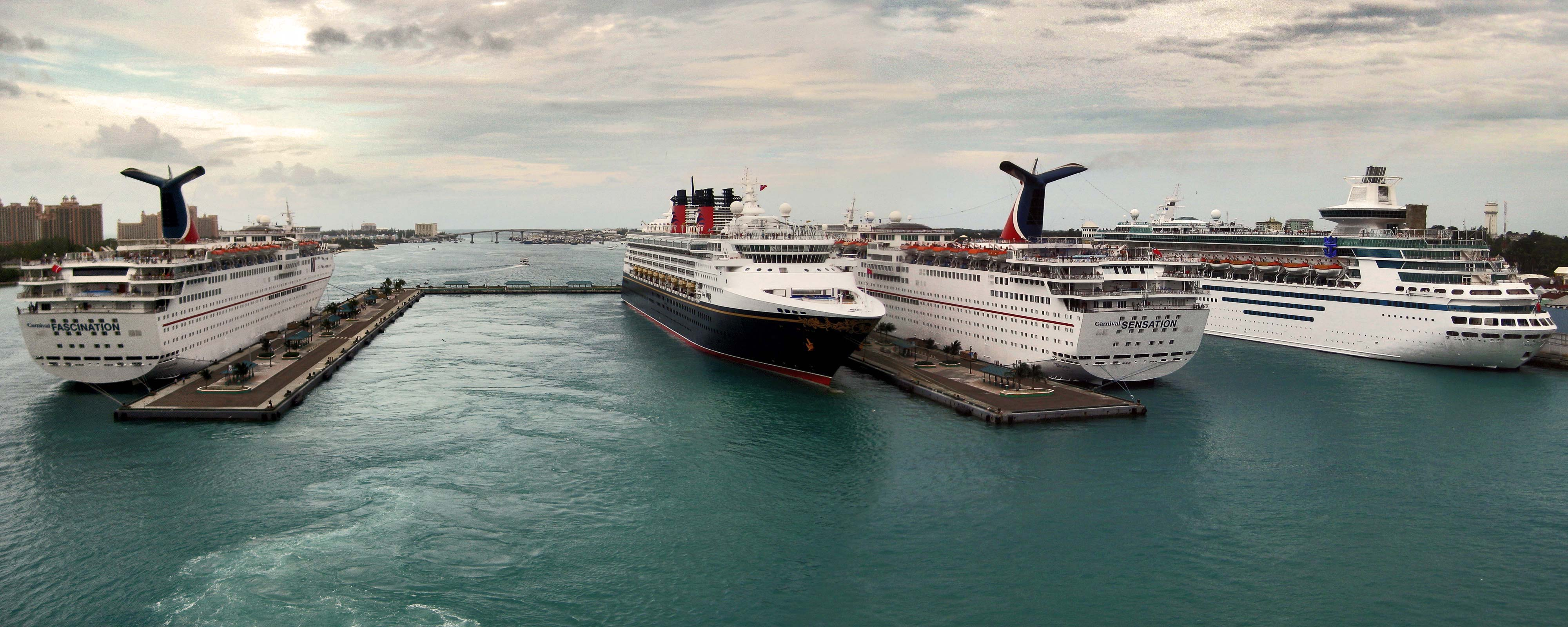
Prince George Wharf nel porto di Nassau

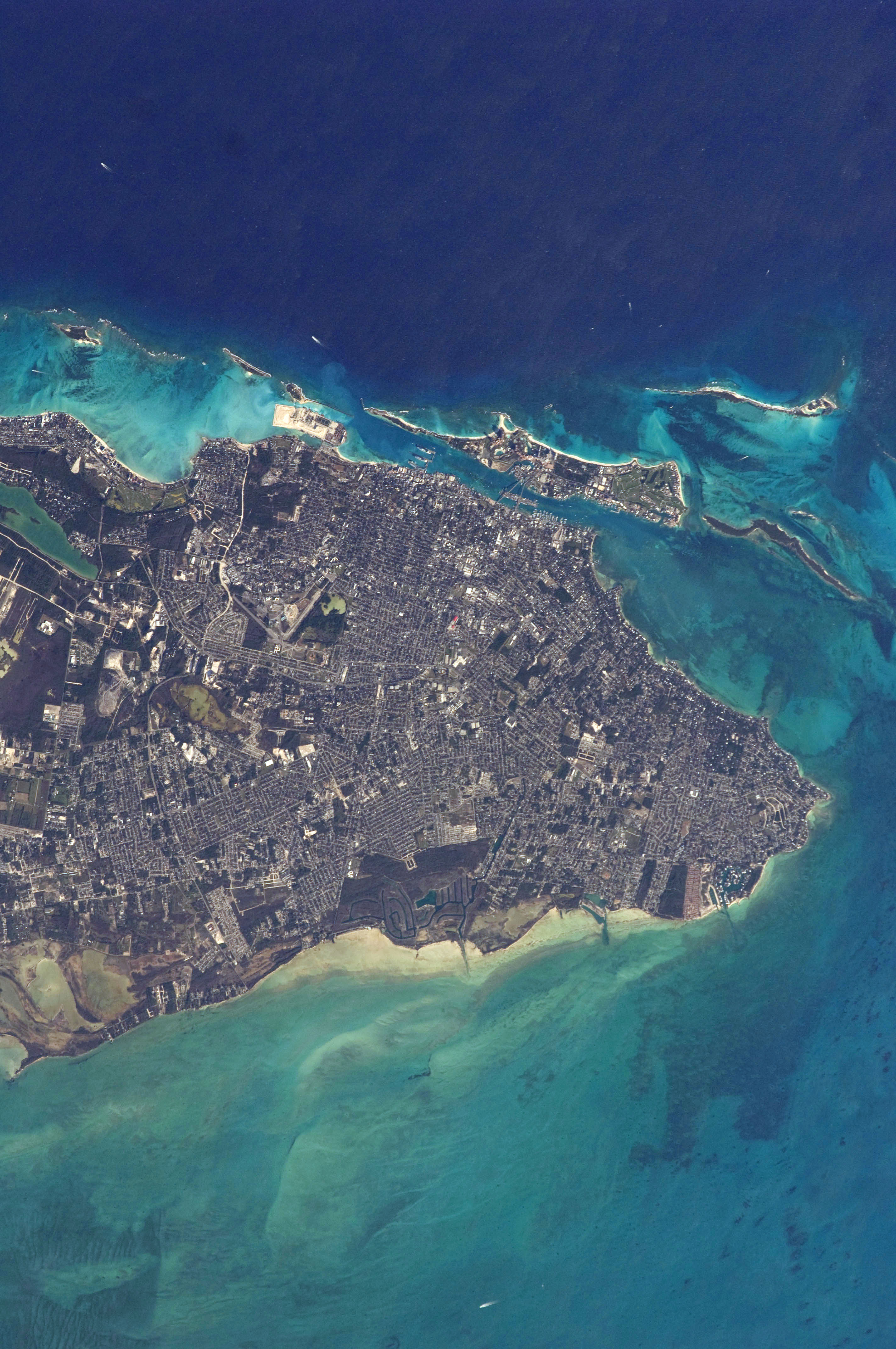
Veduta satellitare di Nassau e dell'Isola del Paradiso

| Nassau (1991-2020)           | Mesi | Mesi | Mesi | Mesi | Mesi  | Mesi  | Mesi  | Mesi  | Mesi  | Mesi  | Mesi | Mesi | Stagioni | Stagioni | Stagioni | Stagioni | Anno    |
| Nassau (1991-2020)           | Gen  | Feb  | Mar  | Apr  | Mag   | Giu   | Lug   | Ago   | Set   | Ott   | Nov  | Dic  | Inv      | Pri      | Est      | Aut      | Anno    |
| ---------------------------- | ---- | ---- | ---- | ---- | ----- | ----- | ----- | ----- | ----- | ----- | ---- | ---- | -------- | -------- | -------- | -------- | ------- |
| T. max. media (°C)           | 26,1 | 26,6 | 27,2 | 28,7 | 30,2  | 31,8  | 32,7  | 32,8  | 32,2  | 30,6  | 28,3 | 26,8 | 26,5     | 28,7     | 32,4     | 30,4     | 29,5    |
| T. min. media (°C)           | 18,2 | 18,5 | 19,1 | 21,0 | 22,4  | 24,2  | 25,0  | 25,0  | 24,7  | 23,6  | 21,2 | 19,6 | 18,8     | 20,8     | 24,7     | 23,2     | 21,9    |
| T. max. assoluta (°C)        | 31,5 | 31,8 | 33,0 | 34,5 | 35,3  | 36,5  | 36,0  | 35,9  | 35,2  | 34,5  | 33,4 | 31,7 | 31,8     | 35,3     | 36,5     | 35,2     | 36,5    |
| T. min. assoluta (°C)        | 7,9  | 8,5  | 9,8  | 12,6 | 14,5  | 17,7  | 20,6  | 19,0  | 18,9  | 15,0  | 12,7 | 9,7  | 7,9      | 9,8      | 17,7     | 12,7     | 7,9     |
| Precipitazioni (mm)          | 44,7 | 48,3 | 54,1 | 73,9 | 139,2 | 220,0 | 158,2 | 211,1 | 195,6 | 150,6 | 86,6 | 43,2 | 136,2    | 267,2    | 589,3    | 432,8    | 1 425,5 |
| Giorni di pioggia            | 7    | 5    | 6    | 7    | 10    | 15    | 16    | 18    | 17    | 13    | 9    | 7    | 19       | 23       | 49       | 39       | 130     |
| Umidità relativa media (%)   | 78   | 77   | 76   | 76   | 79    | 82    | 81    | 81    | 82    | 81    | 78   | 78   | 77,7     | 77       | 81,3     | 80,3     | 79,1    |
| Ore di soleggiamento mensili | 226  | 224  | 251  | 282  | 282   | 240   | 267   | 260   | 222   | 236   | 219  | 211  | 661      | 815      | 767      | 677      | 2 920   |

| Mese                                       | Gen   | Feb   | Mar   | Apr   | Mag   | Giu   | Lug   | Ago   | Set   | Ott   | Nov   | Dic   | Anno |
| ------------------------------------------ | ----- | ----- | ----- | ----- | ----- | ----- | ----- | ----- | ----- | ----- | ----- | ----- | ---- |
| Temperatura media dell'acqua del mare (°C) | 23    | 23    | 24    | 26    | 27    | 28    | 28    | 28    | 28    | 27    | 26    | 24    | 26   |
| Eliofania mensile (ore)                    | 220.1 | 220.4 | 257.3 | 276.0 | 269.7 | 231.0 | 272.8 | 266.6 | 213.0 | 223.2 | 222.0 | 213.9 | 2886 |

### Geografia antropica

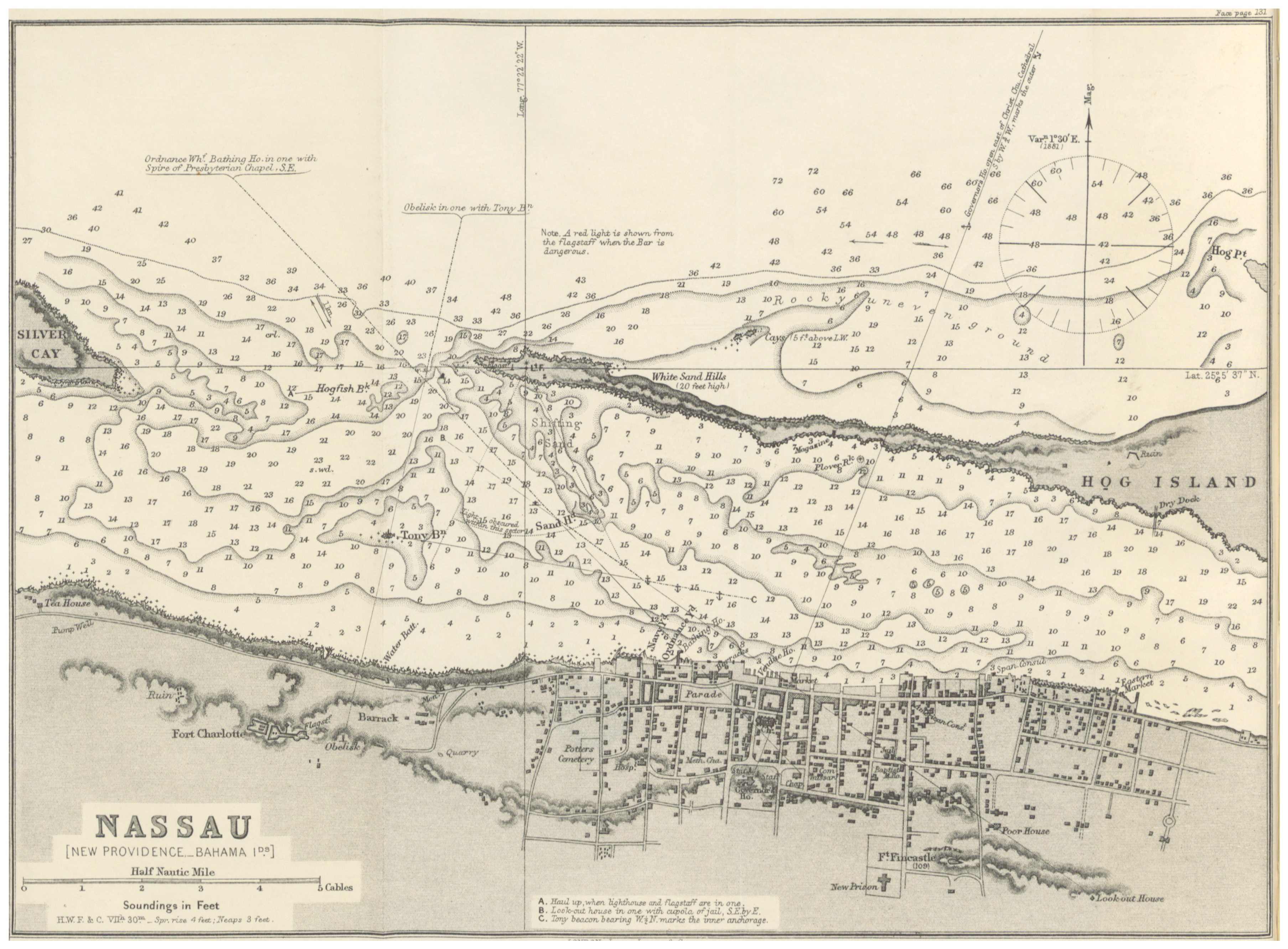
Nassau negli anni '80 dell'Ottocento

Durante il XIX secolo, Nassau è stata fortemente urbanizzata, a partire dai suoi residenti rurali. Dagli anni '50 del Novecento in poi, la città ha avuto un impulso ancora maggiore per via della forte crescita del turismo locale. Se nel 1788 il cuore di Nassau era costituito solo da poche case costruite tra la Government House ed il porto, il villaggio gradualmente fu in grado di espandersi dapprima verso l'area dell'attuale Malcolm's Park, poi a sud di Wulff Road, ed infine ad ovest di Nassau Street. Grants Town e Bain Town a sud della città erano le principali aree residenziali della città, abitate perlopiù da discendenti di africani; tale area costituisce ancora oggi la più popolosa dell'isola.
I discendenti dei coloni europei preferirono invece costruire lungo la costa, ad est di Fort Montagu, ed a ovest di Saunders Beach. Durante il XX secolo, la città ha conosciuto un'ulteriore espansione ad est sino a Village Road ed a ovest sino a Fort Charlotte e Oakes Field. Il semicerchio residenziale venne espanso sino al periodo successivo alla seconda guerra mondiale.
Negli ultimi 40 anni lo sviluppo residenziale di lusso ha conosciuto un freno sviluppando quartieri popolari come Yellow Elder, Elizabeth Estates e Pinewood Gardens.

#### Il centro cittadino

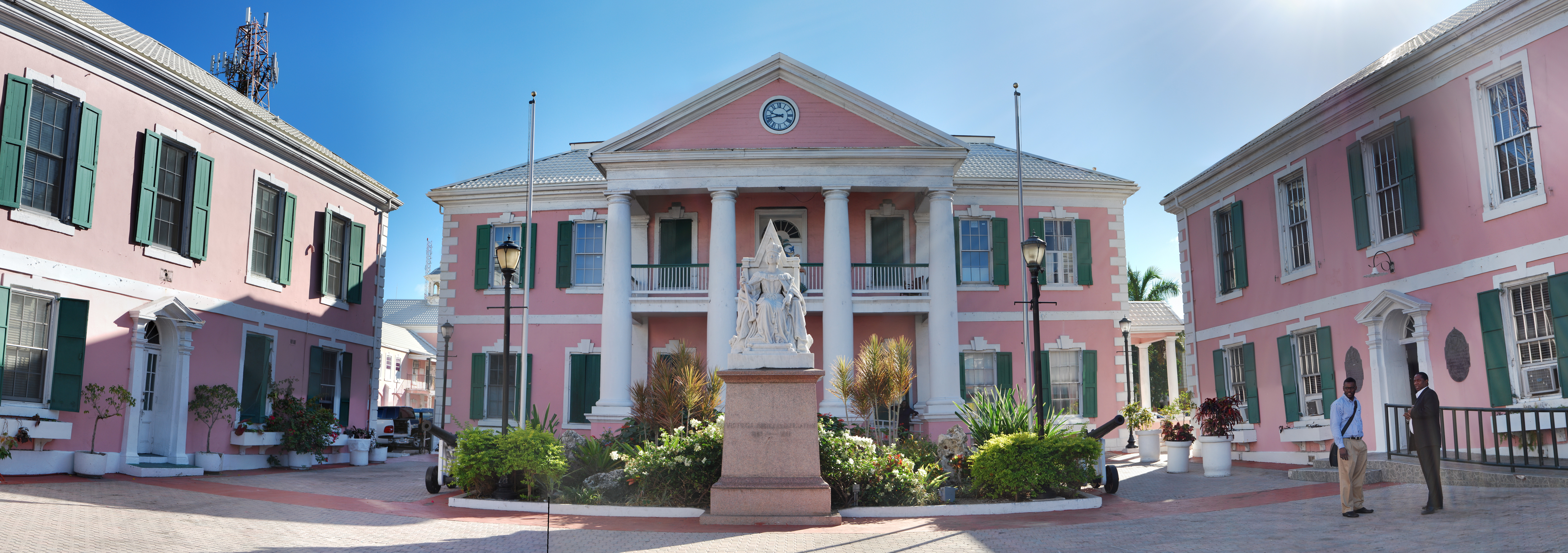
Veduta del palazzo del Parlamento delle Bahamas

Il centro cittadino è la sede delle principali attività di Nassau. Centinaia di persone visitano il centro città quotidianamente per lavoro o per diletto, ma la parte più trafficata della città è senz'altro costituita da Bay Street e Woodes Rogers Walk, le strade parallele alla baia, dove si trovano diversi hotels e ristoranti.
L'altro punto focale del centro cittadino è il British Colonial Hotel, posto alla fine di Bay Street. Il museo dei pirati di Nassau si trova proprio all'angolo del British Colonial Hilton. Tutt'attorno si trovano boutiques, ristoranti e clubs.
I punti storici interessanti nell'area sono sicuramente Vendue House, la Christ Church Cathedral, e la Nassau Public Library.
Il mercato di Nassau, ricostruito dopo un incendio nel 2001, è anch'esso uno dei luoghi più frequentati della città. È composto da quattro sezioni che danno direttamente sul porto per favorire le attività di carico e scarico.

#### Cable Beach
Cable Beach è riconosciuta come il quartiere degli alberghi di Nassau, con ben cinque alberghi e 2 000 stanze nella medesima area, nota anche per la presenza del Crystal Palace Casino, e per la sabbia dorata tipica di Cable Beach.

## Storia
Nassau era anticamente nota col nome di Charles Town sin da quando venne fondata nel 1670 da un nobile inglese che qui portò dei coloni e vi costruì un forte che chiamò Charles Town in onore del re inglese Carlo II. Durante il Raid di Charles Town il villaggio venne raso al suolo dagli spagnoli nel 1684 nelle loro frequenti lotte contro gli inglesi. Il villaggio venne ricostruito e rinominato Nassau nel 1695 sotto il governatore Nicholas Trott in onore dello stadtholder olandese e poi re d'Inghilterra, Guglielmo III che apparteneva appunto alla casata degli Orange-Nassau. Il nome di Nassau deriva a sua volta dalla cittadina di Nassau, in Germania.

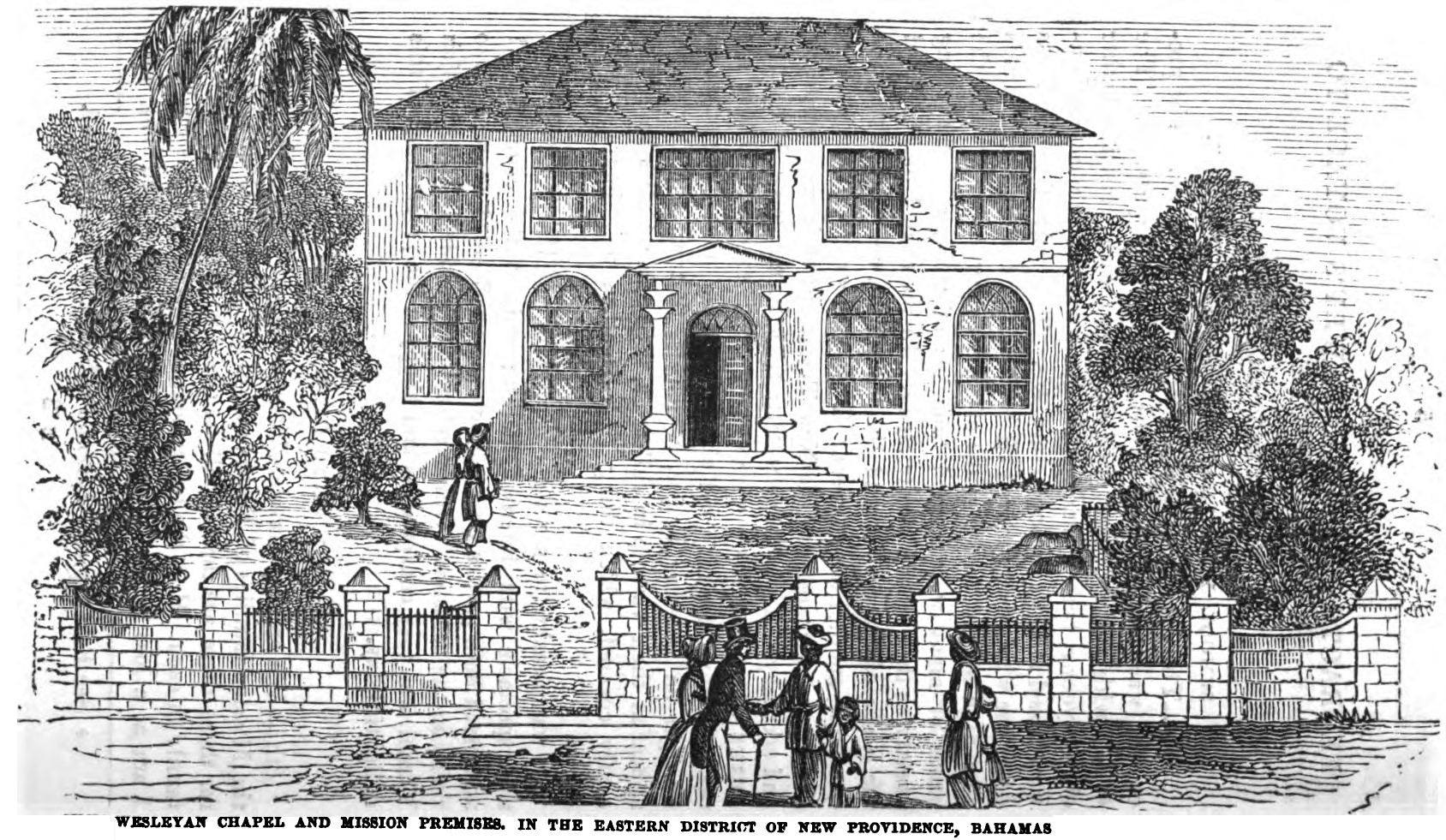
La Wesleyan Chapel e le Mission Premises nel distretto di New Providence, Bahamas (p.6, 1849) (Ebenezer Methodist Church, Nassau, Bahamas)

Dopo la morte di Trott, Nassau rimase sprovvista di un vero e proprio governatore. Nel 1703 le forze alleate spagnole e francesi occuparono per breve tempo Nassau. Dal 1703 al 1718 non vi fu alcun governatore nella colonia e dal 1713 il centro divenne un paradiso della pirateria nei Caraibi. Il governatore di Bermuda in un suo rapporto dell'epoca segnalò come nella sola Nassau vi fossero più di 1000 pirati e che superavano il centinaio di abitanti del borgo. Questi pirati proclamarono Nassau una repubblica piratesca, ponendosi loro a capo del governo locale. Esempi di pirati che utilizzarono Nassau come loro base furono Charles Vane, Thomas Barrow, Benjamin Hornigold, Calico Jack Rackham, Anne Bonny, Mary Read e soprattutto Edward Teach, meglio noto come "Barbanera".
Nel 1718, gli inglesi si impegnarono per riprendere il controllo dell'isola e nominarono il capitano Woodes Rogers come nuovo governatore. Egli riuscì a schiacciare il governo dei pirati, riformare l'amministrazione civile e restaurare il commercio. Rogers ripulì Nassau e ricostruì il forte locale, utilizzando anche risorse finanziarie personali per far fronte ai problemi creatisi. Nel 1720 gli spagnoli compirono un tentativo infruttuoso di catturare Nassau.
Durante le guerre nelle Tredici Colonie, Nassau conobbe un vero e proprio periodo di boom economico. Coi fondi derivati dalle spedizioni corsare, la città costruì un nuovo forte, sistemò l'illuminazione stradale e costruì 2 300 abitazioni lussuose, estendendo così la città. Vennero inoltre bonificate le locali paludi.
Nel 1776, la Battaglia di Nassau fu un nuovo scontro che portò ad una breve occupazione dell'isola da parte dei Continental Marines americani nel corso della Guerra d'indipendenza americana, operazione nel corso della quale i Marines compirono il loro primo raid anfibio su Fort Montague tentando poi di prendere Fort Nassau. Nel 1778 dopo un'invasione notturna, i razziatori americani guidati dal capitano Rathburn, abbandonarono l'avamposto. Nel 1782 la Spagna catturò Nassau per l'ultima volta quando don Juan de Cagigal, governatore generale di Cuba, decise di attaccare New Providence con 5 000 uomini. Andrew Deveaux, lealista americano che si reinsediò sull'isola, cercò di riprendere Nassau per la Corona Britannica con 220 uomini e 150 moschetti di fronte a 600 soldati ben armati.
Lord Dunmore governò la colonia dal 1787 al 1796. Fu lui a sovrintendere la costruzione di Fort Charlotte e Fort Fincastle a Nassau.
Durante la Guerra civile americana, Nassau servì da porto per bloccare i mercanti della Confederazione Sudista che commerciavano coi porti del nord.
Negli anni '20 e '30, Nassau divenne nuovamente famosa durante il periodo del proibizionismo come sede di mercati neri.

## Società

### Evoluzione demografica
Nassau conta una popolazione di 128.420 femmine e 117.909 maschi dislocati in 70.222 case con la media di 3,5 abitanti per ogni famiglia secondo il censimento del 2010. La grande popolazione di Nassau (se rapportata alle Bahamas) è il risultato soprattutto di ondate migratorie dalle Family Islands verso la capitale. Come conseguenza questo fenomeno ha spopolato le isole, popolando invece Nassau.
"Abitanti censiti"

## Amministrazione

### Gemellaggi
- Detroit
- Winston-Salem
- Acapulco
- Shanghai
- Paraná
- Kish